# Ремфан
Ремфан (греч. Ραιφαν) — астральный бог, упоминаемый в Деяниях апостолов и в Книге пророка Амоса. Ассоциировался с некой звездой (Сатурн), поклонение которой прогневило Бога и способствовало вавилонскому плену.

Вы приняли скинию Молохову и звезду бога вашего Ремфана, изображения, которые вы сделали, чтобы поклоняться им: и Я переселю вас далее Вавилона.
— Деян. 7:43

Вы носили скинию Молохову и звезду бога вашего Ремфана, изображения, которые вы сделали для себя. За то Я переселю вас за Дамаск, говорит Господь; Бог Саваоф — имя Ему!
— Амос. 5:26, 27
Ремфан упоминается в Деяниях вместе с богом Молохом, у Амоса — с Сиккутом. В еврейском тексте он назван Кийюн ((כיון‎, аккад. Кайавану, Кайаману). Кайяману часто идентифицируется с ассиро-вавилонским астральными божеством Нинуртой, чей культ был связан с поклонением планете Сатурн. Использованное в Синодальном переводе имя «Ремфан» восходит к Септуагинте (Райфан), где оно употребляется вместо еврейского Кийюн.
Предполагают, что изображение этого божества, скрытое в небольшом ящике или передвижной палатке, было переносимо с места на место.
В учении альтернативного православия Амвросия Сиверса, римфан — это советская пятиконечная звезда, печать Антихриста.
Существует конспирологическая гипотеза, что звезда Ремфана изображена на флаге нынешнего Израиля, поскольку пророк Амос обвиняет древних израильтян в поклонении Кийюну (Сатурну). Эта планета имеет кольца, а шестиконечная звезда составлена из двух треугольников, которые могут символизировать кольца Сатурна как две троицы или триады каких-то божеств или религиозных символов. Галилео Галилей, который считается первооткрывателем колец Сатурна, считал, что видит Сатурн «тройным». Видимо, древние астрономы не могли ясно разглядеть кольца и считали Сатурн чем-то вроде «тройной звезды». Из этого могла произойти символика треугольников. Нет сомнений в том, что некоторые люди со сверхострым зрением могут видеть кольца Сатурна и спутники Юпитера. Об этом писал У. Г. Бейтс в своих трудах
Некоторые традиционные иудеи, отвергающие сионизм и государство Израиль (например, Сатмарские хасиды и Нетурей-Карта), отвергают и шестиконечную звезду как символ сионизма, однако признают, что исторически этот один из популярных еврейских оберегов, наравне с хамсой и прочими каббалистическими знаками. По мнению Гершома Шолема, иудеи позаимствовали гексаграмму в средневековье у индусов. В самом деле, этот символ широко распространен с древних времен в восточных религиях, а у мусульман встречался в средневековье гораздо чаще, чем у иудеев. В Каббале гексаграмма считается символом сочетания противоположностей: мужского и женского начала, неба и земли, четырех первооснов (огня, воздуха, воды и земли), трех пространственных измерений. Трехосная симметрия роднит ее с кельтским трискелионом, разновидности которого также были широко распространены в украшении ашкеназских синагог (три переплетенных зайца или рыбы). Тем не менее, в Ордене Золотой зари, восходящем к розенкрейцерам, а не иудеям, гексаграмма ассоциируется с Сатурном.